# 시우사구르 람굴람 경 국제공항
시우사구르 람굴람 경 국제공항(영어: Sir Seewoosagur Ramgoolam International Airport)는 모리셔스의 수도 포트루이스에 위치한 국제공항으로 에어 모리셔스의 허브 공항이자 모리셔스의 유일한 국제공항으로 현재 이름과 마찬가지로 이 명칭은 모리셔스의 총독을 지낸 시우사구르 람굴람(영어: Seewoosagur Ramgoolam)에서 따온 것이다.

## 역사
모리셔스 섬에서 처음 비행장은 영국 식민지 시대의 1942년에 마에브루 근교에 완공했다. 원래 군민 겸용이었지만 제2차 세계대전 후 민간에 개방 이후 항공 수요가 증가하면서 비행기의 대형화와 제트화에 맞추어 1972년에 현재의 공항이 공용 개시되었다. 1983년에 확장 공사를 실시 했으며 2013년에 터미널 리모델링이 완료되었다.

## 운항 노선

### 국제선
| 항공사              | 목적지 |
| ------------------- | --- |
| 에어 모리셔스       | 안타나나리보, 방갈로르, 케이프타운, 첸나이, 델리, 더반, 프랑크푸르트, 제네바, 홍콩, 요하네스버그, 쿠알라룸푸르, 런던(히드로), 멜버른, 뭄바이, 나이로비, 파리(샤를 드 골), 퍼스, 레위니옹, 피에르퐁, 상하이(푸둥), 싱가포르, 시드니 |
| 비스타라 항공       | 뭄바이 |
| 사우디아라비아 항공 | 리야드, 제다 |
| 에미레이트 항공     | 두바이 |
| 남아프리카 항공     | 요하네스버그 |
| 플라이 사프에어     | 요하네스버그 |
| 에어 오스트랄       | 생트마리, 생크피에르 |
| 에어 마다가스카르   | 안타나리보 |
| 에어 세이셸         | 마헤 |
| 케냐 항공           | 나이로비 |
| 영국항공            | 런던(개트윅) |
| 에어 프랑스         | 파리(샤를 드 골) |
| 코스에어 플라이     | 파리(오를리), 리옹, 마르세유 |
| 디스커버 항공       | 프랑크푸르트 |
| 콘도르              | 프랑크푸르트 |
| 에어 벨기에         | 브뤼셀 |
| 에델바이스 에어     | 취리히 |
| 오스트리아 항공     | 계절편: 빈 |
| 이베로제트          | 계절편: 마드리드 |
| 터키 항공           | 이스탄불(아르나부코이) |
| 아에로플로트        | 모스크바(세례메티예보) - (2023년 12월 23일 재취항) |
| 불가리아 항공       | 전세편: 소피아 |
| LOT 폴란드 항공     | 전세편: 바르샤바 |

### 국내선
| 항공사        | 목적지     |
| ------------- | ---------- |
| 에어 모리셔스 | 로드리게스 |

## 사건 및 사고
- 1960년 콴타스 항공 소속 록히드 L-1049 슈퍼 콘스틸레이션(등록번호 : VH-EAC) 항공기가 이륙 도중 화재로 비행기는 손실했지만 다행히 사망한 사람은 없었다.
- 1987년 11월 28일 대만 타이베이(타오위안)을 출발하여 포트루이스를 거쳐 요하네스버그로 향하던 남아프리카 항공 295편 보잉 747-200M 항공기가 인도양 상공에서 폭발로 추정되는 추락 사고가 발생하여 탑승자 159명 전원이 사망했다.